# Wrocław Brochów
Wrocław Brochów – wrocławska stacja kolejowa przy ulicy Ignacego Mościckiego, na osiedlu Brochów. Według klasyfikacji PKP ma kategorię dworca aglomeracyjnego. Stację zbudowano w roku 1896 ze względu na powstanie w Brochowie dużego osiedla kolejowego, związanego z jednym z największych węzłów towarowych na wschodnich terenach Cesarstwa Niemieckiego, przy zbudowanej w 1842 roku linii kolejowej Wrocław – Oława, będącej pierwszym etapem Kolei Górnośląskiej.
Budynek dworca jest ceglany, natomiast w partiach górnych i szczytowych w konstrukcji szachulcowej, wypełnianej cegłą. W 1984 obiekt został wpisany do rejestru zabytków.
Na stacji zatrzymują się obecnie pociągi osobowe jeżdżące na trasie Wrocław Główny – Opole oraz Wrocław Główny – Jelcz-Laskowice. Tuż obok stacji osobowej znajduje się jedna z dwóch największych stacji towarowych w Polsce – Wrocław Brochów Towarowy.
W grudniu 2011 rozpoczęta została modernizacja dworca. Odtworzone zostały m.in. historyczny zegar z rzymskimi cyframi i stylizowanymi wskazówkami, nastąpiła renowacja elewacji (w tym występującej na niej sztukaterii) i wszystkich pomieszczeń wewnętrznych, zainstalowany został monitoring oraz wybudowane zostały toalety. Budynek uzyskał również iluminację. Dworzec oddany został do użytku jesienią 2012 roku a koszt wszystkich prac włącznie z dostosowaniem go do potrzeb osób niepełnosprawnych wyniósł 1,8 mln zł.

## Ruch pasażerski
| Rok  | Wymiana pasażerska na dobę |
| ---- | -------------------------- |
| 2017 | 1 200                      |
| 2022 | 700-999                    |